# Solaris Trollino
De Solaris Trollino is een lagevloer-trolleybus geproduceerd door de Poolse busfabrikant Solaris. De bus werd voor het eerst gebouwd in 2002 en is gebaseerd op de Solaris Urbino.
De Trollino is beschikbaar in 5 versies:
- Solaris Trollino 12: 12 m
- Solaris Trollino 15: 15 m
- Solaris Trollino 18: 18 m
- Solaris Trollino 18 Metrostyle: 18 m (HOV-versie)
- Solaris Trollino 24: 24 m

De Solaris Trollino 15 was de eerste 15 meter-trolleybus in de wereld. De Metrostyle-versie is een speciale versie die gebouwd is voor op HOV-lijnen. Het uiterlijk is gebaseerd op de Tramino.
Het symbool van Solaris is een groene Teckel. De logo op de trolleybussen is later een teckel met een riem geworden, wat refereert aan de trolleybussen, waarbij de teckel de bus moet voorstellen en de riem de geleiding naar de bovenleiding.

## Technische Specificaties
| Solaris Trollino (Algemene informatie) | Solaris Trollino (Algemene informatie)                                               | Solaris Trollino (Algemene informatie)                                                         | Solaris Trollino (Algemene informatie) | Solaris Trollino (Algemene informatie) | Solaris Trollino (Algemene informatie)                                        | Solaris Trollino (Algemene informatie)                                        |
| -------------------------------------- | ------------------------------------------------------------------------------------ | ---------------------------------------------------------------------------------------------- | --- | --- | ----------------------------------------------------------------------------- | ----------------------------------------------------------------------------- |
| Afbeelding                             |                                                                                      |                                                                                                | | |                                                                               |                                                                               |
| Typeaanduiding                         | Trollino 12 Škoda 26Tr Solaris                                                       | Trollino 15 Škoda 28Tr Solaris                                                                 | Trollino 18 Škoda 27Tr Solaris | Trollino 18 Metrostyle | Trollino 24                                                                   | Trollino 24 Metrostyle                                                        |
| Bouwjaren                              | 2002-heden                                                                           | 2003-heden                                                                                     | 2002-heden | 2012-heden | 2019-heden                                                                    | 2019-heden                                                                    |
| Motor                                  | * 6-polig asynchronisch Pragoimex (175 kW) * 4-polig asynchronisch Škoda 4ML3444 K/4 | * 6-polig asynchronisch Pragoimex (175 kW) * 4-polig asynchronisch Škoda 33ML3550 K/4 (240 kW) | * twee 6-polig asynchronisch Pragoimex (175 kW) asaandrijving mogelijk * twee 4-polig asynchronisch Škoda 4ML3444 K/4 (160 kW) asaandrijving mogelijk * 4-polig asynchronisch Škoda 33ML3550 K/4 (240 kW) asaandrijving mogelijk * 6-polig asynchronisch Pragoimex (250 kW) asaandrijving mogelijk | * 6-polig asynchronisch CEGELEC TV Europulse (IGBT) (250 kW) * 2-assig, 4-polig asynchronisch CEGELEC TV Europulse (IGBT) (160 kW) * 2-assig 6-polig asynchronisch CEGELEC TV Europulse (IGBT) (175 kW) * 6-polig asynchronisch MEDCOM ANT 240-600 (IGBT (240 kW) * 6-polig asynchronisch Škoda BlueDrive (IGBT) (250 kW) * 2-assig, 4-polig asynchronisch Škoda BlueDrive (IGBT) (160 kW) | * 4-polig asynchronisc, 2 assig Kiepe IMC 500 (IGBT) (160 kW) 4-polig motoren | * 4-polig asynchronisc, 2 assig Kiepe IMC 500 (IGBT) (160 kW) 4-polig motoren |
| Versnellingsbak                        | Automaat Voith Diwa 5 optioneel: ZF Ecolife                                          | Automaat Voith Diwa 5 optioneel: ZF Ecolife                                                    | Automaat Voith Diwa 5 optioneel: ZF Ecolife | Automaat Voith Diwa 6 optioneel: ZF Ecolife |                                                                               |                                                                               |
| Totale lengte                          | 12 000 mm                                                                            | 14 590 mm                                                                                      | 18 000 mm | 18 000 mm | 24 700 mm                                                                     | 24 800 mm                                                                     |
| Totale breedte                         | 2 550 mm                                                                             | 2 550 mm                                                                                       | 2 550 mm | 2 550 mm | 2 550 mm                                                                      | 2 550 mm                                                                      |
| Hoogte                                 | 3 490 mm                                                                             | 3 490 mm                                                                                       | 3 490 mm | 3 450 mm | 3 490 mm                                                                      | 3 450 mm                                                                      |
| Interieurhoogte                        | 2 370 mm                                                                             | 2 370 mm                                                                                       | 2 370 mm | 2 370 mm | 2 370 mm                                                                      |                                                                               |
| Wielbasis                              | 5900 mm                                                                              | 6800 / 1690 mm                                                                                 | 5900 / 6000 mm | 5900 / 6000 mm | 5900 / 6000 / 7350 mm                                                         | 5900 / 6000 / 7350 mm                                                         |
| Vooroverbouw                           | 2 700 mm                                                                             | 2 700 mm                                                                                       | 2 700 mm | 2 700 mm | 2 700 mm                                                                      | 2 800 mm                                                                      |
| Achteroverbouw                         | 3 400 mm                                                                             | 3 400 mm                                                                                       | 3 400 mm | 3 400 mm | 2 750 mm                                                                      | 2 750 mm                                                                      |
| Draaicirkel                            | 21,4 m                                                                               | 24 m                                                                                           | 23 m | 23 m |                                                                               |                                                                               |
| Instaphoogte                           | 320 – 340 mm                                                                         | 320 – 340 mm                                                                                   | 320 – 340 mm | 320 – 340 mm | 320 – 340 mm                                                                  | 320 – 340 mm                                                                  |
| Ledig gewicht                          | 18 000 kg                                                                            | 24 000 kg                                                                                      | 28 000 kg | 28 000 kg |                                                                               |                                                                               |
| Aantal zitplaatsen*                    | 25 - 34 +1                                                                           | 36 - 50 +1                                                                                     | 40 - 53 +1 | 40 - 49 +1 | max 68                                                                        | max 68                                                                        |
| Opmerking                              | *= afhankelijk van de uitvoering                                                     | *= afhankelijk van de uitvoering                                                               | *= afhankelijk van de uitvoering | *= afhankelijk van de uitvoering | *= afhankelijk van de uitvoering                                              | *= afhankelijk van de uitvoering                                              |

## Opmerkelijke versie
Speciaal voor Salzburg werd een HOV-versie voor de Trollino ontwikkeld. Deze was gebaseerd op de Metrostyle-versie van de Solaris Urbino. In totaal komen er 6 bussen in dienst bij Stadtbus Salzburg voor de Obus SLB.

## Inzet
Sinds 2024 rijdt de bus in Nederland maar al eerder in onder andere Duitsland, Oostenrijk, Polen en Zwitserland.
In 2007 reed er een bus tijdelijk in de Belgische plaats Gent als proef voor de vervanging van de oude Van Hool AG280T-bussen.
| Bedrijf                             | Series                          | Aantal    | Inzet                  | Lengte (m) | Opmerking             |
| Bulgarije                           | Bulgarije                       | Bulgarije | Bulgarije              | Bulgarije  | Bulgarije             |
| ----------------------------------- | ------------------------------- | --------- | ---------------------- | ---------- | --------------------- |
| Sofia Electrotransport EAD          | ??                              | 30        | Sofia                  | 12         | Nog te leveren bussen |
| Duitsland                           |                                 |           |                        |            |                       |
| Barnimer Busgesellschaft            | ??                              | 8         | Eberswalde             | 18         |                       |
| Märkische Verkehrsgesellschaft GmbH | ??                              | 1         | Lüdenscheid            | 12         |                       |
| Estland                             |                                 |           |                        |            |                       |
| TTTK AS                             | 323                             | 1         | Tallinn                | 12         |                       |
| TTTK AS                             | 327                             | 1         | Tallinn                | 12         |                       |
| TTTK AS                             | 436-439, ??                     | 19        | Tallinn                | 18         |                       |
| Hongarije                           |                                 |           |                        |            |                       |
| BKV                                 | ??                              | 16        | Boedapest              | 12         |                       |
| DKV                                 | ??                              | 21        | Debrecen               | 12         |                       |
| Italië                              |                                 |           |                        |            |                       |
| ATAC Roma                           | ??                              | 30        | Rome                   | 18         |                       |
| ATPB                                | 1056-1066                       | 11        | Bologna                | 18         |                       |
| CTP Napoli                          | ??                              | 10        | Napels                 | 12         |                       |
| Riviera Trasporti SpA               | ??                              | 2         | San Remo               | 12         |                       |
| Letland                             |                                 |           |                        |            |                       |
| SIA                                 | 16207, ??                       | 52        | Riga                   | 18         |                       |
| Litouwen                            |                                 |           |                        |            |                       |
| AB Autrolis                         | 001-042                         | 42        | Kaunas                 | 12         |                       |
| UAB Vilniaus Troleibusai            | 1676, 1698, 1700, 2688-2718, ?? | 45        | Vilnius                | 15         |                       |
| Nederland                           |                                 |           |                        |            |                       |
| Hermes                              | 5275-5284                       | 10        | Arnhem                 | 18         |                       |
| Oostenrijk                          |                                 |           |                        |            |                       |
| Stadtbus Salzburg                   | 301-315                         | 15        | Obus SLB (Salzburg)    | 18         |                       |
| Stadtbus Salzburg                   | 321-326                         | 6         | Obus SLB (Salzburg)    | 18         | Metrostyle bussen     |
| Polen                               |                                 |           |                        |            |                       |
| MPK                                 | ??                              | 19/34     | Lublin                 | 12         |                       |
| PKT                                 | ??                              | 41        | Gdynia                 | 12         |                       |
| TLT                                 | ??                              | 6         | Tychy                  | 12         |                       |
| Portugal                            |                                 |           |                        |            |                       |
| Smtuc                               | 75                              | 1         | Coimbra                | 12         |                       |
| Roemenië                            |                                 |           |                        |            |                       |
| Astra                               | ??                              | 1         | Boekarest              | 12         |                       |
| Slowakije                           |                                 |           |                        |            |                       |
| Dopravný Podnik Bratislava          | ??                              | 16        | Bratislava             | 24         |                       |
| Tsjechië                            |                                 |           |                        |            |                       |
| ??                                  | 401-420                         | 20        | Praag luchthavendienst | 24         |                       |
| DP Ostrava                          | ??                              | 19        | Ostrava                | 12         |                       |
| DP Ostrava                          | ??                              | 4         | Ostrava                | 15         |                       |
| DP Ostrava                          | ??                              | 2         | Ostrava                | 18         |                       |
| DP Jirkova                          | ??                              | 5         | Chomutov, Jirkov       | 12         |                       |
| DP Jihlavy                          | ??                              | 13        | Jihlava                | 12         |                       |
| DP Pardubic                         | 400-405                         | 6         | Pardubice              | 15         |                       |
| DP                                  | 525, ?                          | 2         | Plzeň                  | 18         |                       |
| MDP                                 | ??                              | 22        | Opava                  | 12         |                       |
| Veolia Transport Teplice            | ??                              | 6         | Teplice                | 12         |                       |
| Veolia Transport Teplice            | ??                              | 3         | Teplice                | 15         |                       |
| Zweden                              |                                 |           |                        |            |                       |
| Nobina Sverige                      | ??                              | 4         | Landskrona             | 12         |                       |
| Zwitserland                         |                                 |           |                        |            |                       |
| Stadtbus Winterthur                 | 171-180                         | 10        | Winterthur             | 18         |                       |
| TRN                                 | 131-133                         | 3         | La Chaux-de-Fonds      | 12         |                       |
| TRN                                 | 141-144                         | 4         | La Chaux-de-Fonds      | 18         |                       |

## Externe links

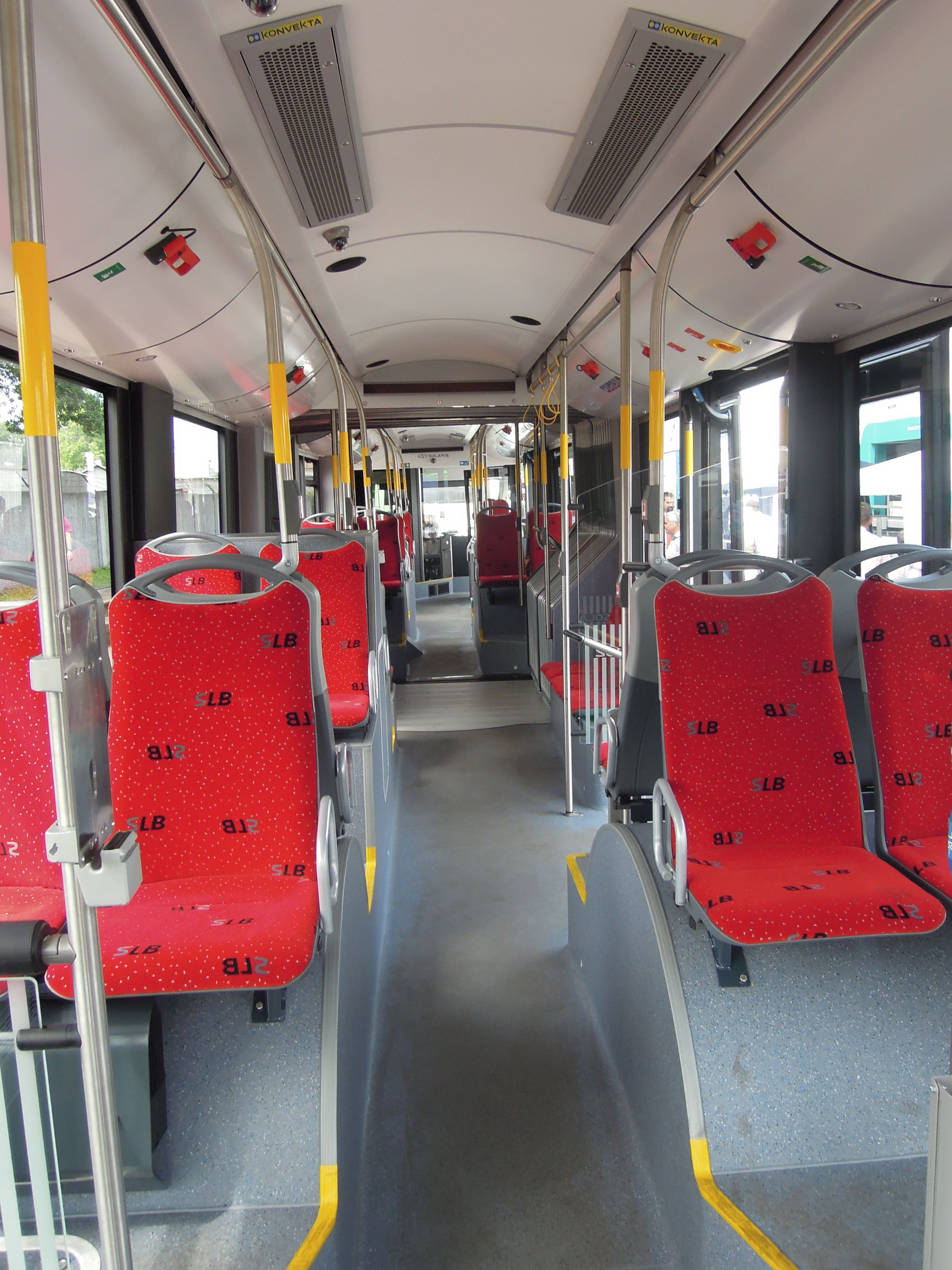
Interieur Trolino MetroStyle